# Phyllobius transsylvanicus
Phyllobius transsylvanicus — вид долгоносиков-скосарей из подсемейства Entiminae.

## Описание
Жук длиной 6-8,5 мм. Имеет металлически-зелёную, серо-зелёную или медно-красную окраску. На теле большей частью продолговато-овальные чешуйки, обычно расположенные пятнами. Тело у самцов вытянутое, у самок же широкое, по направлению назад заметно расширенное. Переднеспинка у самцов округлая, сзади перетянутая, у самок колоколообразная, сзади заметно шире, чем спереди. Спинка головотрубки не уже или же чуть уже лба между глазами.